# HD 1541
HD1541 є хімічно пекулярною зорею спектрального класу
A0 й має видиму зоряну величину в
смузі V приблизно  9.7.
.